# Jan Gnoiński (zm. 1649)
Jan Gnoiński (Gnojeński)  herbu Warnia (zm. w 1649 roku) – sędzia ziemski sandomierski w latach 1637-1649, podsędek sandomierski w latach 1619-1637.
Poseł na sejm zwyczajny 1613 roku, sejm 1623 roku, sejm konwokacyjny 1632 roku i sejm elekcyjny 1632 roku z województwa sandomierskiego. Poseł na sejm 1625 i 1627 roku. Jako poseł na sejm 1627 roku wyznaczony deputatem do Trybunału Skarbowego Koronnego z województwa sandomierskiego. 
Był członkiem konfederacji generalnej zawiązanej 16 lipca 1632 roku. Był elektorem Władysława IV Wazy, podpisał jego pacta conventa. Deputat na Trybunał Główny Koronny w latach 1636/1637 z województwa sandomierskiego.